# Голицына, Анастасия Петровна
Княгиня Анастасия Петровна Голицына, урождённая княжна Прозоровская (22 октября 1665 — 10 марта 1729) — одна из первых статс-дам Российской империи, член всепьянейшего сумасброднейшего собора с титулом «Князь Игумения». Наследница большого состояния старшей ветви князей Прозоровских и ближнего боярина Фёдора Ртищева.

## Биография
Княжна Анастасия Петровна Прозоровская родилась 22 октября 1665 года в семье боярина Петра Ивановича Прозоровского (ум.1720) и Анны Фёдоровны, урождённой Ртищевой. По рождению она принадлежала к высшему слою московского общества. Её отец в завещании царя Алексея Михайловича был определён в воспитатели малолетнего царя Ивана Алексеевича}. По материнской линии Анастасия Петровна была внучкой известного окольничего Фёдора Ртищева, любимца царя Алексея Михайловича.
С ранних лет была приближена ко двору. Эти отношения ещё более окрепли, когда брат царицы Прасковьи Фёдоровны, Василий Фёдорович Салтыков, женился на сестре Анастасии Петровны, княжне Аграфене Прозоровской. Поддерживала дружеские отношения со старшими дочерьми царя Алексея Михайловича.
Но в конфликте Петра I с царевной Софьей вместе с отцом встала на сторону будущего императора.
12 апреля 1684 года княжна Прозоровская стала супругой князя Ивана Алексеевича Голицына (1658—1729), младшего брата воспитателя Петра I Бориса Голицына. В приданое за ней были даны подмосковные сёла Петровское и Черемоши.

## При дворе
Анастасия Петровна была одной из первых придворных дам Екатерины I и её верной подругой. В числе немногих свидетелей присутствовала в 1712 году в Петербурге на её свадьбе с Петром, была удостоена чести сидеть за столом невесты. До этого находилась при Екатерине в 1711 году во время Прутского похода, также как и во всех дальнейших путешествиях её до 1717 года. Состояла в переписке с царём Петром, называя его в письмах «батюшкой», Пётр называл её «дочерью» или «дочкой-бочкой» (возможно, намекая на её размеры или на способности к питью).

Всемилостивейший государь дорогой мой батюшка! Желаем пришествия твоего к себе вскоре; и ежели, ваше величество, изволишь умедлить, воистину, государь, проживанье моё стало трудно. Царица государыня всегда не изволит опочивать за полночь три часа, а я при её величестве безотступно сижу, … Пришествием твоим себе от спальни получу свободу. — Письмо А. П. Голицыной из Ревеля 14 июля 1714 года
Участвовала во всех забавах Петра I, в том числе и в деятельности «всепьянейшего собора». Много пила, умела шутить и была крайне невоздержана на язык.
Любя тратить деньги, она неоднократно выпрашивала вспомоществования у Государя, которые, впрочем, частью шли на постройку домов в Петербурге — что было ей вменено в непременную обязанность. В декабре 1717 года сменила на посту княгини-игуменьи Дарью Ржевскую. Но уже в следующем году попала в опалу. Во время пребывания Анастасии Петровны при Екатерине в Копенгагене, она была выписана в Москву для допроса по делу царевича Алексея. Была обвинена в «недонесении слов, сказанных расстригою Демидом — и в перенесение слов из дома царского к царевне Mapии Алексеевне».
Приговором суда, утверждённым 18 марта 1718 года, была найдена виновной и приговорена к ссылке на прядильный двор. Наказание Пётр заменил на порку. 28 марта 1718 года в Москве при стечении множества людей княгиня Голицына была бита батогами, после чего отправлена к мужу. Но супруг вернул её в дом отца. Писатель и историк Казимир Валишевский писал:

…княгиня Анастасия Голицына, дочь князя Прозоровского, большой друг Петра, с которой он общался, как с сестрой — пока не велел публично отстегать плетьми на дворе Преображенского приказа. Она обвинялась в сообщничестве с Алексеем, за которым ей было поручено следить и подсматривать. Она вернула себе царскую милость, согласившись занять место г-жи Ржевской.
В 1722 году вернулась ко двору. В 1724 году во время коронации Екатерины была назначена первой статс-дамой в России и носила у левого плеча портрет Петра Великого на голубой ленте, украшенный бриллиантами. Камер-юнкер Берхгольц в своем дневнике писал, что княгиня Анастасия Петровна и княгиня Дарья Михайловна Меншикова пользовалась одни только при дворе титулом «Светлости».
В 1725 году породнилась с императорской семьёй, женив, 22 августа, своего старшего сына Фёдора на двоюродной сестре Петра — Марии Львовне Нарышкиной. 22 мая 1727 года через несколько дней после смерти императрицы Екатерины была уволена на покой в Москву. Скончалась 10 марта 1729 года. Вскоре 17 апреля 1729 года скончался и её супруг князь Иван Алексеевич Голицын. Супруги были похоронены в московском Богоявленском монастыре.

## Дети
В браке имела двух сыновей:
- Фёдор Иванович Голицын (1700—1759), капитан, генерал-майор; был женат с 1725 года на Марии Львовне Нарышкиной (1703—1727); с 1728 года на Анне Петровне Измайловой (1712—1749), — дед князя Ф. Н. Голицына.
- Алексей Иванович Голицын (1707—1739), был женат на княжне Дарье Васильевне Гагариной (1707—после 1774), отец князя Д. А. Голицына.

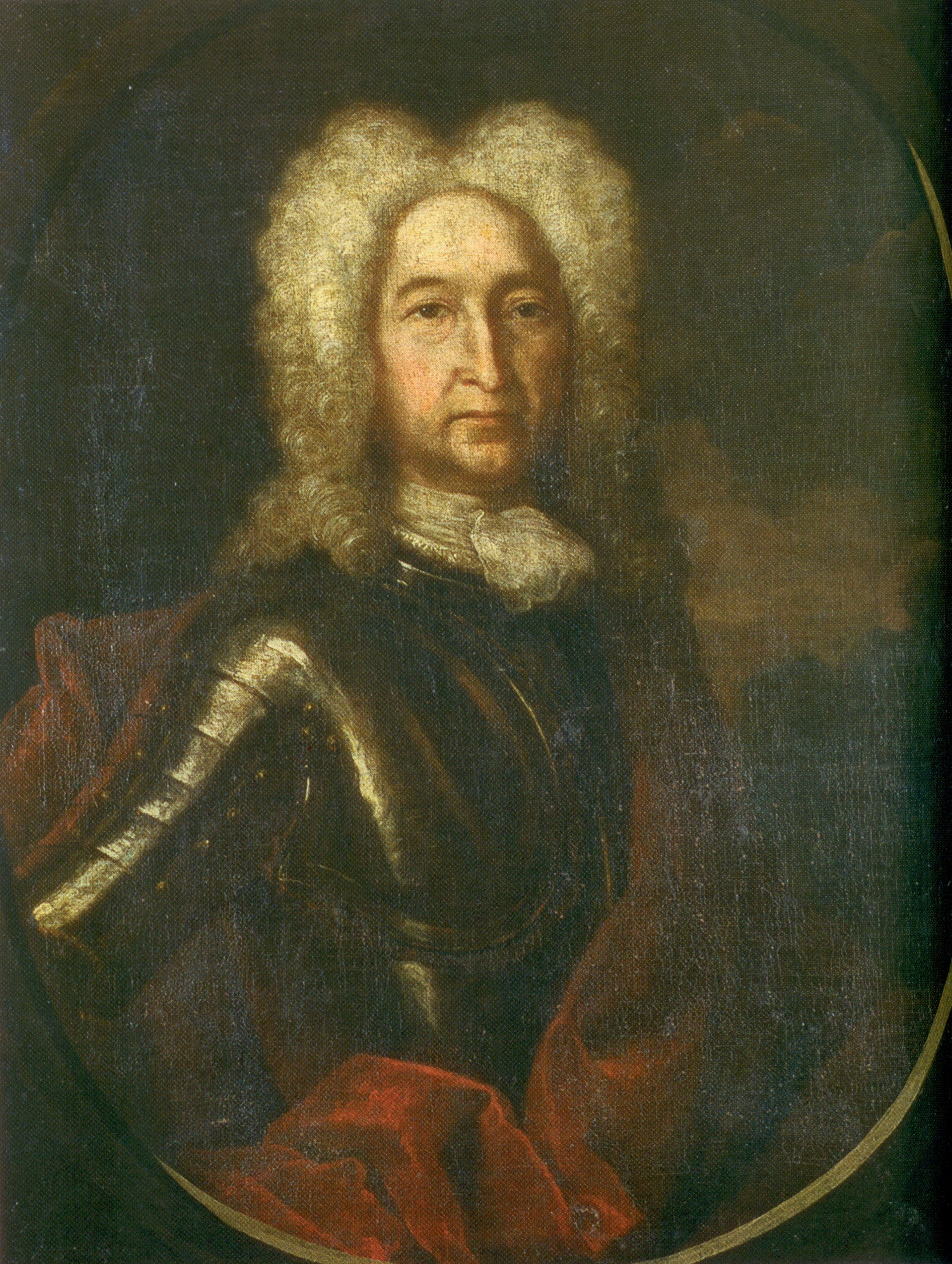
Иван Алексеевич, муж
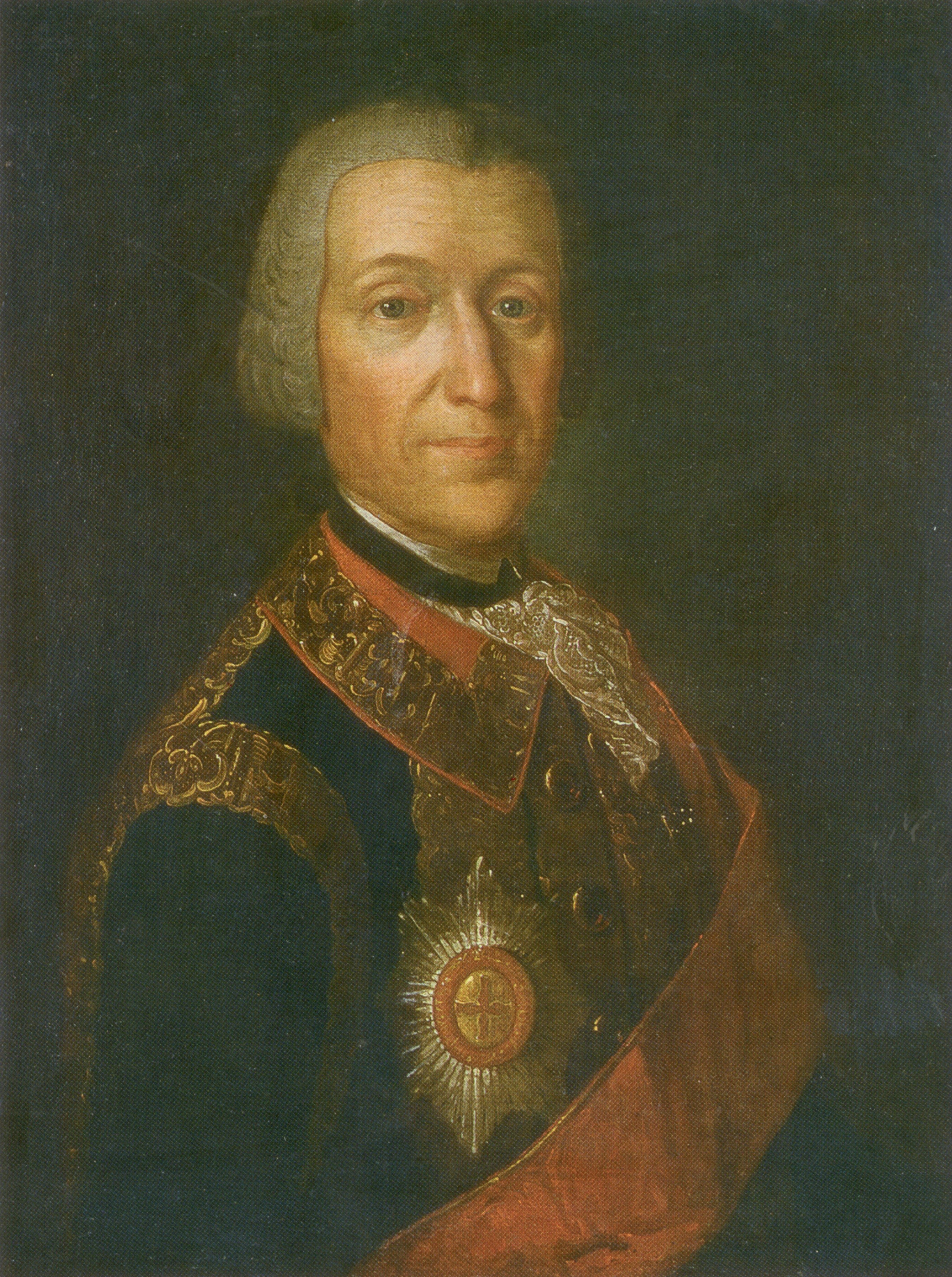
Фёдор Иванович, сын
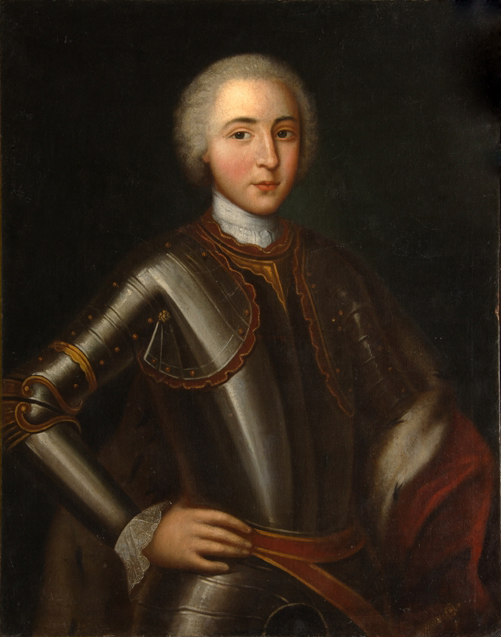
Николай Фёдорович, внук

После смерти родителей, по завещанию, Фёдор Иванович получил три четверти состояния своей матери, в том числе Петровское и Черемоши. Алексей Иванович получил все родовые отцовские вотчины и четвёртую часть состояния матери.

## Комментарий
1. ↑  Княгиня Анастасия Петровна, владея большим состоянием, самостоятельно могла пользоваться им только после смерти своего отца, который за несколько лет до своей кончины отдал дочери вотчины в Суздальском уезде — село Айково и в Шацком уезде — село Дубрава и деревню Окулово. Всё же остальное она наследовала только в 1720 году, в том числе три дома в Петербурге.